# Punta Almana
Punta Almana è una montagna alta 1390 metri in provincia di Brescia, Lombardia in Italia.
Si trova in posizione dominante tra lago di Iseo e Val Trompia.
L'accesso più semplice è dalla frazione Portole di Sale Marasino per un dislivello complessivo di circa 560 m e 1h 20 di percorrenza.